# Clinic
Clinic es una banda de Indie rock/post-punk revival, formada el 1997 en Liverpool, Inglaterra. En sus inicios fueron conocidos como "Pure Morning"  
El grupo es considerado de culto, debido a sus sonidos disonantes, experimentales y alternativos, que conservan la esencia del rock británico.
Sus álbumes más famosos son: Walking with Thee (2002), Visitations (2006) y Do It! (2010), todos editados por el sello Domino Records. Ganaron notoriedad internacional gracias a sencillos como: Walking with Thee, Come into Our Room, Tusk, llegando a posiciones en la UK Singles Chart.
Hicieron giras al lado de grupos como: The Shins, The Flaming Lips, Arcade Fire, Radiohead, A Flock of Seagulls, Crime, The Residents, entre otros.
Su último álbum de estudio,  Wheeltappers And Shunters, fue publicado en mayo de 2019.

## Historia

### Formación y grabaciones tempranas
Ade Blackburn y el guitarrista Hartley formaron la primera encarnación de la banda alrededor de 1984, con el nombre "Sunny Rainy Afterlife". Empezaron ofreciendo demos de casetes caseros a través de una revista local de libre circulación. A finales de los ochenta la banda, conformada por Ade y Hartley y el batería Steve 'Captain' Dougherty, pasó a llamarse "Jellystone Park". El nombre sufrió otro cambio ("One Lady Owner") al incorporarse el bajista Derek Finn.
La banda se asentaba en la antigua sala de almacenamiento en el Regent Bingo Hall en Crosby (ahora St Mary's College Sports Center), donde trabajaba Blackburn. Finn se fue y fue substituido por un período corto por Paul Entwhistle, también de la banda de Liverpool.
Entwhistle fue reemplazado por Brian Campbell (nacido Brian Campbell, Liverpool) cuando Durney lo vio tocando en una banda en The Crosby Squash Club. La banda registró dos demos en 1991, ambos lanzados por Museum Records bajo el disfraz de "Jellystone Park" en 2011, y The Dark Side of the Birkey en 2012, junto con un flexi-disco en 1992.Durney también se fue en 1993, substituido en la batería por Carl Turney, un socio de Campbell, y la banda renombrada "Pure Morning", registrando un álbum para Radar Records: "Two Inch Helium Buddah", en 1996.

### Firma con Domino Records
En 1999, la banda firmó con Domino Records quienes reeditan en un único álbum sus tres primeros singles. Bajo este sello graban Internal Wrangler, en 2000. Las canciones del álbum "The Second Line", "The Return of Evil Bill" y "Distortions" fueron lanzados como singles - The Second Line fue reeditado y utilizado más adelante en un anuncio de televisión para Levi's Jeans. Ese mismo año, tocaron en All Tomorrow's Parties y Scott Walker's Meltdown y salieron de gira con Radiohead. Internal Wrangler fue votado el número 5 en los mejores álbumes de Pitchfork del año.

### 2002 - 2007
A principios de este periodo editaron dos álbumes más: Walking with Thee (2002), que fue nominado para un Grammy al Mejor Álbum Alternativo, y Winchester Cathedral (2004).  Salieron de gira con The Flaming Lips y tocaron para la televisión en Late Show con David Letterman, ocasión en la que interpretaron "Walking contigo". 
"Come in Our Room", el segundo single de Walking with Thee, fue incluido en un episodio de "The OC" y uno de CSI: Crime Scene Investigation, a la vez que fue incluido en el álbum de la banda sonora de la serie. El disco "The Equalizer" fue presentado en la película independiente de 2003 Thirteen. 
En octubre de 2006 lanzaron el single "Harvest (Within You)" que precedió a su cuarto larga duración: "Visitations". El single "Tusk" de aquel material se hizo disponible como descarga gratuita desde el sitio web oficial de la banda en febrero de 2007.
En 2007 dieron a conocer "Fun", un álbum de recopilación de lados B y actuaron con Roky Erickson en el Festival de Meltdown de Jarvis Cocke, salieron de gira con Arcade Fire y "If You Could Read Your Mind" de Visitations fue utilizado en la película de arte del estudio Hallam Foe.

### 2008 - 2012
En 2008, como anticipo del quinto álbum "Do It!", se estrenó el sencillo "Free Not Free". Aquel single, junto con su lado B "Thor", fue lanzado como descarga gratuita desde el sitio web de la banda. El segundo single de aquel álbum, fue "The Witch (Made to Measure)" y "Tomorrow" el tercero. Finalizada la gira de promoción de aquel nuevo material, en mayo de 2009, Clinic realizó un concierto como tributo Moondog en el Barbican en Londres.
El sexto álbum de la banda, Bubblegum, producido por John Congleton fue lanzado el 4 de octubre de 2010. Un comunicado de prensa declaró que el álbum era un cambio marcado en la dirección de su marca registrada "hyped-up sound".  El sencillo con base acústica del álbum, "I'm Aware", fue lanzado el 20 de septiembre de 2010,  y un segundo single, titulado wah-led "Bubblegum", salió el 31 de enero de 2011 .
La banda lanzó un EP de versiones cover, "Ladies Night",  en apoyo de Record Store Day, el 16 de abril de 2011; La pista principal era una versión de Man 2 Man's 'Male Stripper'. En marzo de 2012 la banda fue invitada a apoyar a The Shins en el Foro en Kentish Town. Ellos interpretaron la nueva canción 'Seamless boogie woogie rpt BBC2 10pm'. En abril de 2012, la canción 'D.P.' Este EP fue utilizado en un anuncio de la TV para el cereal del desayuno de Weetabix.

## Integrantes

### Formación actual
- Adrian "Ade" Blackburn - vocal, guitarra, teclados, melódica
- Brian Campbell - vocal de apoyo, flauta, bajo
- Jonathan Hartley - guitarra, teclados, clarinete
- Carl Turney - vocal de apoyo, piano, batería

### Exintegrantes
- Steve "Captain" Dougherty - batería (1984 - 1988)
- Sean Durney - batería (1988 - 1993)
- Paul Entwhistle - bajo (1989 - 1991)
- Derek Finn - bajo (1984 - 1989)

## Discografía

### Como Pure Morning
- 1996: "Two Inch Helium Buddah"

### Como Clinic

#### Álbumes de estudio
- 2000: "Internal Wrangler"
- 2002: "Walking with Thee"
- 2004: "Winchester Catedral"
- 2006: "Visitations"
- 2008: "Do It!"
- 2010: "Bubblegum"
- 2012: "Free Reign"
- 2013: "Free Reign II"
- 2019: "Wheeltappers And Shunters"

#### EPs
- 2011: "Ladie's Night"

#### Compilaciones
- 1999: "Clinic"
- 2004: "Operating at a Theatre Near You Vol. 1"
- 2007: "Funf"

#### Sencillos
- "I.P.C. Subeditors Dictate Our Youth"
- "Monkey on Your Back"
- "Cement Mixer"
- "The Second Line" (n.º 112 UK)
- "The Return of Evil Bill" (n.º 70 UK)
- "Distortions" (n.º 81 UK)
- "The Second Line" (n.º 56 UK)
- "Walking with Thee" (n.º 65 UK)
- "Come into Our Room" (n.º 85 UK)
- "The Magician" (n.º 77 UK)
- "Circle of Fifths" (n.º 89 UK)
- "Tusk"
- "Harvest (Within You)" (n.º 137 UK)
- "If You Could Read Your Mind"
- "Free Not Free"
- "The Witch (Made to Measure)"
- "Tomorrow"
- "I'm Aware"
- "Bubblegum"
- "Miss You"